# In My Bed
In My Bed è un singolo della cantautrice inglese Amy Winehouse, pubblicato nel 2004 dalla Island Records ed estratto dall'album Frank. La canzone è stata pubblicata come doppio singolo (o doppia A-side) insieme a You Sent Me Flying.

## La canzone
Il singolo è stato pubblicato il 5 aprile 2004 ed ha raggiunto la 60ª posizione della Official Singles Chart. La canzone usa un campionamento della base di Made You Look, un successo del rapper Nas. Entrambi i brani sono stati scritti e prodotti da Salaam Remi. Il testo descrive come è difficile far capire ad un uomo che talvolta le relazioni occasionali sono basate solo sul sesso anche dal punto di vista femminile.

## Il video
Il video musicale mostra Amy Winehouse in un albergo, che accompagna un ragazzo; i due si salutano e lei comincia a girovagare per l'albergo; infine torna nella sua camera, dove arriva un altro ragazzo.

## Tracce

### Versione britannica
1. In My Bed
2. You Sent Me Flying
3. Best Friend (acustica)

## Classifica
| Classifica (2004) | Posizione massima |
| ----------------- | ----------------- |
| Regno Unito       | 60                |